# Leo Steegman
Leendert (Leo) Steegman (Rotterdam, 8 november 1943) is een Nederlands voormalig voetbaltrainer. Hij was actief bij onder meer Sparta Rotterdam, Volendam en MVV.

## Loopbaan
Steegman was geboren in Zuidwijk en speelde in de jeugd bij Feijenoord waarmee hij met de C-jeugd Nederlands kampioen werd. Onder hoofdtrainer Franz Fuchs maakte Steegman op 29 april 1962 eenmalig zijn opwachting in het eerste team van Feijenoord als invaller voor Cor van der Gijp uitwedstrijd om de KNVB Beker 1962/63 tegen D.F.C. (2-1 nederlaag). Na een verhuizing naar Zandvoort en naast een baan als sportinstructeur bij de marine in Hilversum, speelde Steegman in het seizoen 1965/66 voor RCH waar hij voornamelijk in het tweede team actief was.
Steegman deed het CIOS in Overveen met specialisaties voetbal en basketbal.
Steegman begon zijn trainersloopbaan in 1966 bij amateurclub ZVV Zilvermeeuwen. Hierna was hij werkzaam als assistent-trainer bij eerst Heracles en later Sparta Rotterdam. Laatstgenoemde club schoof hem in april 1972, op 28-jarige leeftijd, door naar de positie van hoofdtrainer. In 1975 nam hij met zijn ploeg deel aan de Intertoto Cup, waarin het aantrad tegen Tirol Innsbruck, Standard Luik en Malmö FF. Een jaar later werd hij aangesteld als nieuwe trainer van FC Volendam. Onder zijn leiding dwong de ploeg via de play-offs promotie naar de Eredivisie af. In 1978 ging Steegman aan de slag bij het dan net naar de Eredivisie gepromoveerde MVV. Wegens een nekhernia stopte hij in 1982 zijn trainersloopbaan en ging hij later aan de slag als tv-verslaggever bij onder meer Studio Sport.
In maart 1986 kwam het nieuws naar buiten dat Steegman per 1 juli aan de slag ging als trainer van FC Den Haag. Hij zou de opvolger worden van Rob Baan, die vertrok naar Roda JC. Steegman kreeg bij FC Den Haag een éénjarig contract aangeboden. Pim van de Meent werd aangesteld als nieuwe technisch directeur. Uiteindelijk werd bij de start van het seizoen ervoor gekozen om Van der Meent als eindverantwoordelijke voor de groep te zetten, Steegman zag zichzelf gedegradeerd worden tot assistent-trainer. Deze functie vervulde hij twee seizoenen. Nadat Den Haag in 1988 degradeerde uit de Eredivisie, vertrokken Van de Meent en Steegman bij de ploeg.
Steegman keerde vervolgens terug bij FC Volendam, dat was gepromoveerd naar de Eredivisie na het kampioenschap in de Eerste divisie in het voorgaande seizoen. Onder leiding van Steegman behaalde Volendam in 1990 de hoogste eindklassering uit de clubgeschiedenis, namelijk plek zes. Ze kwamen slechts drie punten tekort voor plaatsing voor de UEFA Cup 1990/91. In november 1992 verliet hij de Volendammers, maar nog geen jaar later keerde hij terug als hoofdtrainer. Zijn terugkeer was van korte duur, na negen wedstrijden (twee overwinningen) vertrok hij weer. Steegman ondervond op het veld te veel hinder van zijn nekhernia. Hij bleef nog wel aan als technisch directeur.
In 1998 werd Steegman aangesteld als technisch directeur van Sparta. Verder was hij ook nog lid van het bestuur betaald voetbal van de KNVB.